# سیارک ۲۴۶۱۶۴
سیارک ۲۴۶۱۶۴ (به انگلیسی: 246164 Zdvyzhensk، نامگذاری:2007QH3)۲۴۶۱۶۴مین سیارک کشف شده‌است که در ۲۲ اوت ۲۰۰۷ کشف شد.